# Kantabanji
Kantabanji ist eine Stadt im indischen Bundesstaat Odisha.
Sie ist Hauptort im gleichnamigen Tehsil im Distrikt Balangir. In Kantabanji lebten 2011 knapp 22.000 Einwohner.
Kantabanji hat den Status eines Notified Area Councils.
Die Stadt hat eine Eisenbahnstation an der Strecke von Raipur nach Titlagarh.